# Linie 5 der Pariser Straßenbahn
| Karte |        |                                  |                                  |
| Streckenlänge: | 6,6 km |                                  |                                  |
| |        |                                  |                                  |
| Eröffnung: | 2013   |                                  |                                  |
| Stationen: | 16     |                                  |                                  |
| \| \| \| Garges–Sarcelles \| \| \| \| Lochères \| \| \| \| Paul Valéry \| \| \| \| Les Flanades \| \| \| \| Les Cholettes \| \| \| \| Butte Pinson (Parc Régional) \| \| \| \| Jacques Prévert \| \| \| \| Alcide d’Orbigny \| \| \| \| Mairie de Pierrefitte \| \| \| \| Depot \| \| \| \| Suzanne Valadon \| \| \| \| Joncherolles \| \| \| \| Petit Pierrefitte \| \| \| \| Guynemer (Stade Auguste Delaune) \| \| \| \| Roger Sémat \| \| \| \| Baudelaire \| \| \| \| Marché de Saint-Denis \| |        |                                  |                                  |
| U-Bahn-Kopfbahnhof Streckenanfang |        | Garges–Sarcelles                 | Garges–Sarcelles                 |
| U-Bahn-Haltepunkt / Haltestelle |        | Lochères                         | Lochères                         |
| U-Bahn-Haltepunkt / Haltestelle |        | Paul Valéry                      | Paul Valéry                      |
| U-Bahn-Haltepunkt / Haltestelle |        | Les Flanades                     | Les Flanades                     |
| U-Bahn-Haltepunkt / Haltestelle |        | Les Cholettes                    | Les Cholettes                    |
| U-Bahn-Bahnhof |        | Butte Pinson (Parc Régional)     | Butte Pinson (Parc Régional)     |
| U-Bahn-Haltepunkt / Haltestelle |        | Jacques Prévert                  | Jacques Prévert                  |
| U-Bahn-Haltepunkt / Haltestelle |        | Alcide d’Orbigny                 | Alcide d’Orbigny                 |
| U-Bahn-Haltepunkt / Haltestelle |        | Mairie de Pierrefitte            | Mairie de Pierrefitte            |
| U-Bahn-Abzweig geradeaus, nach links und von links · U-Bahn-Betriebs-/Güterbahnhof Streckenende und quer |        | Depot                            | Depot                            |
| U-Bahn-Bahnhof |        | Suzanne Valadon                  | Suzanne Valadon                  |
| U-Bahn-Haltepunkt / Haltestelle |        | Joncherolles                     | Joncherolles                     |
| U-Bahn-Haltepunkt / Haltestelle |        | Petit Pierrefitte                | Petit Pierrefitte                |
| U-Bahn-Haltepunkt / Haltestelle |        | Guynemer (Stade Auguste Delaune) | Guynemer (Stade Auguste Delaune) |
| U-Bahn-Bahnhof |        | Roger Sémat                      | Roger Sémat                      |
| U-Bahn-Haltepunkt / Haltestelle |        | Baudelaire                       | Baudelaire                       |
| U-Bahn-Kopfbahnhof Streckenende |        | Marché de Saint-Denis            | Marché de Saint-Denis            |

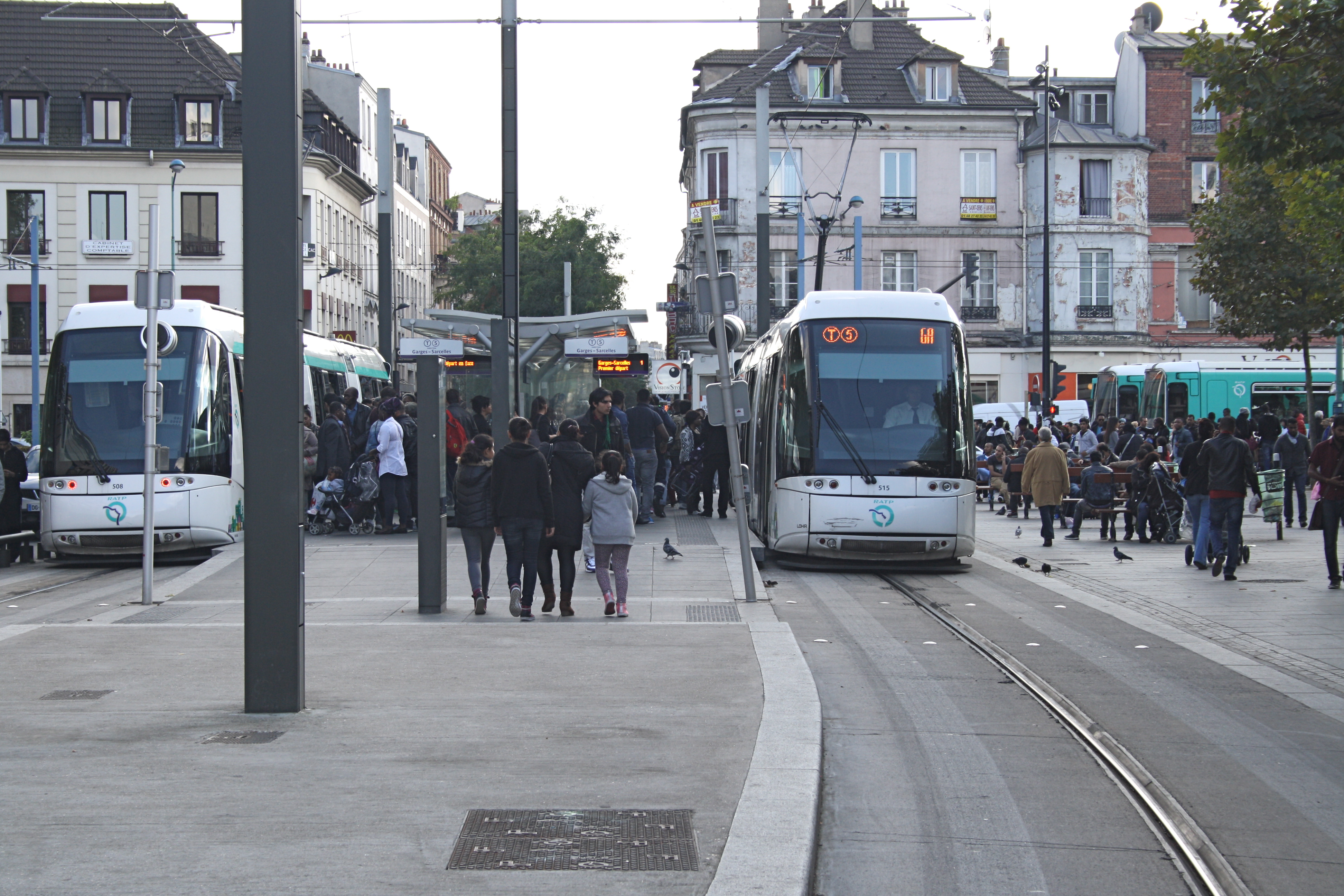
Endhaltestelle Marché de Saint-Denis, im Hintergrund rechts zwei TFS-Straßenbahnwagen der Linie T1

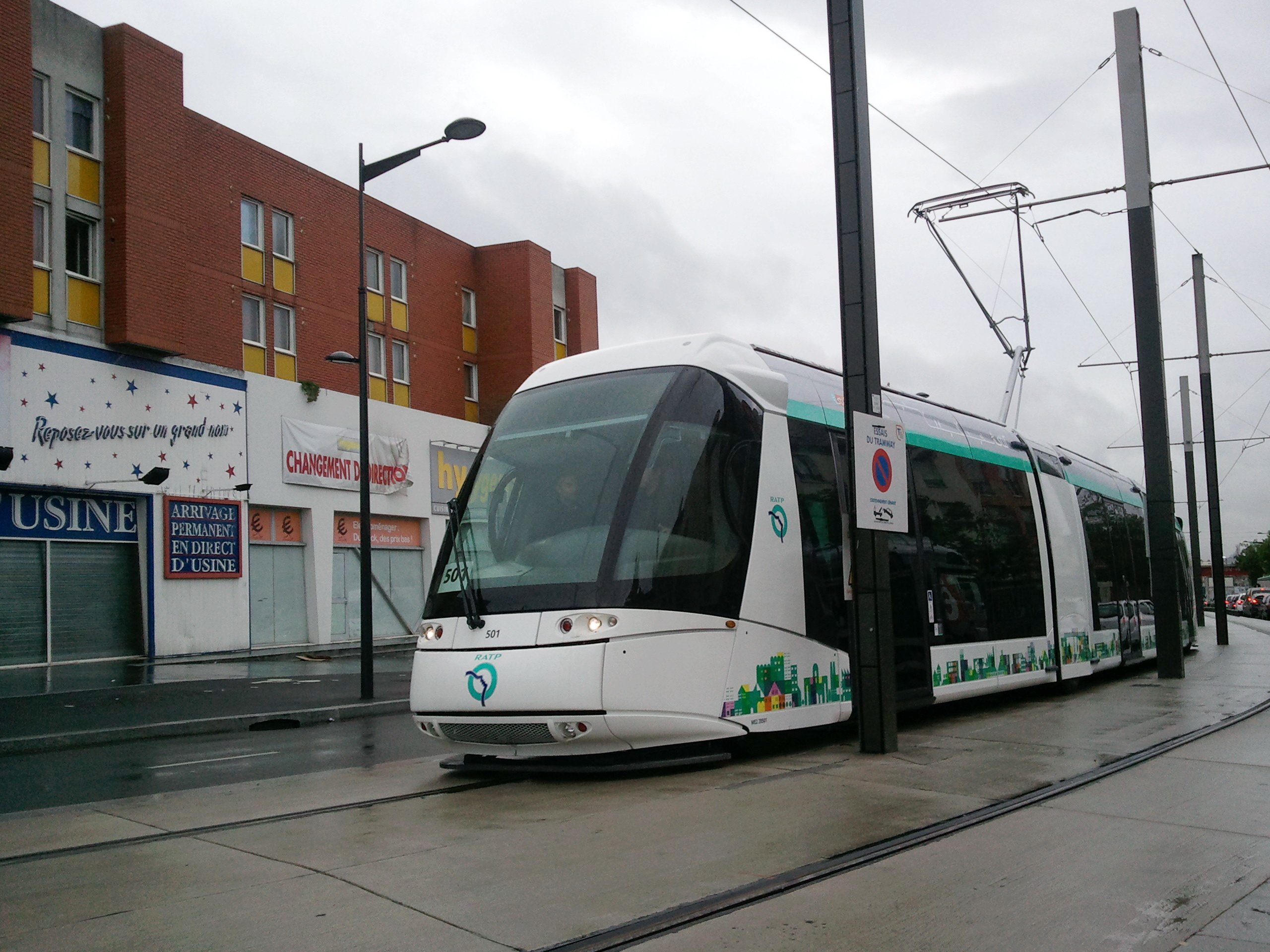
Probefahrt in Pierrefitte, September 2012

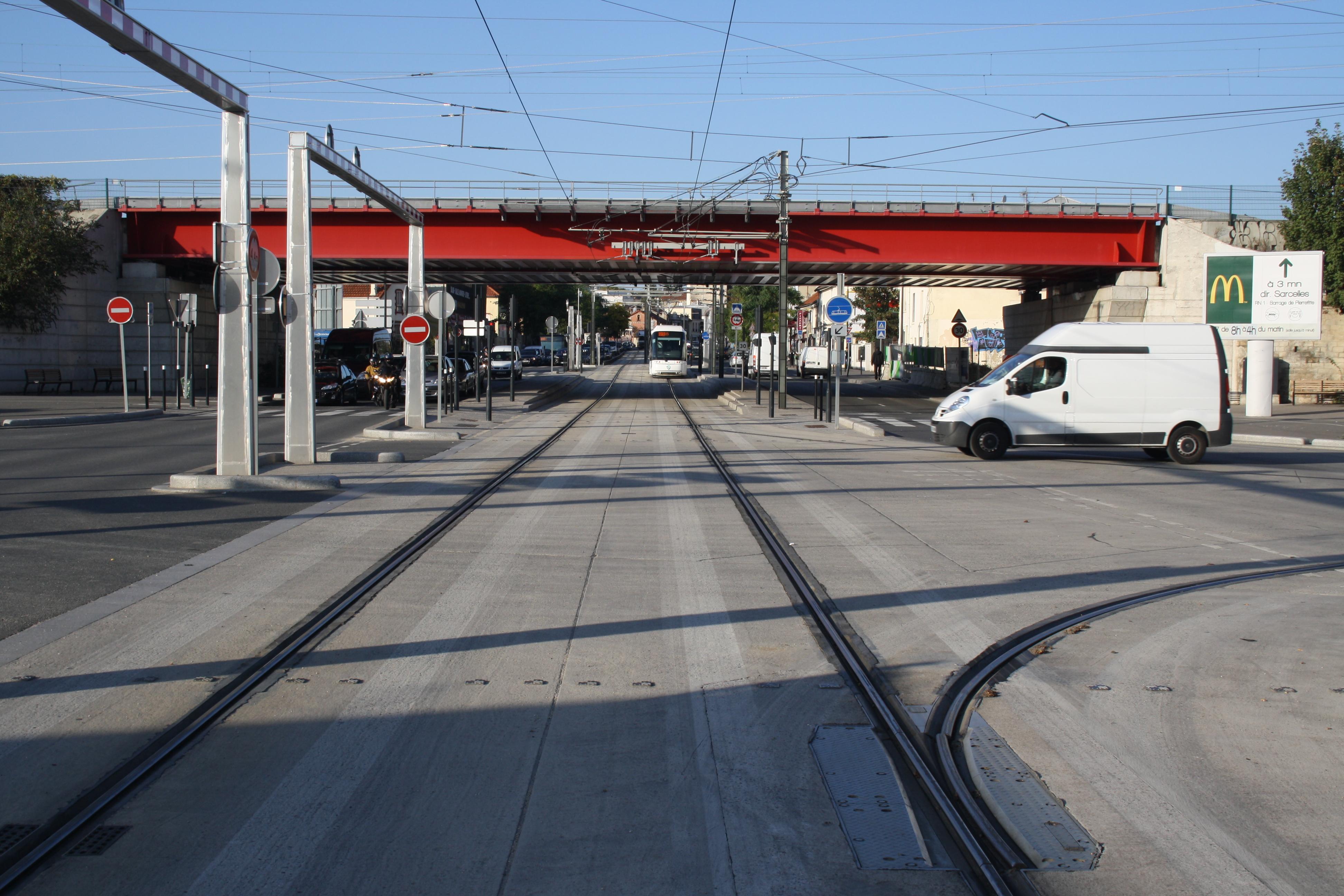
Unterfahrung der Bahnstrecke Grande Ceinture in Pierrefitte, nach rechts der Abzweig zum Betriebshof

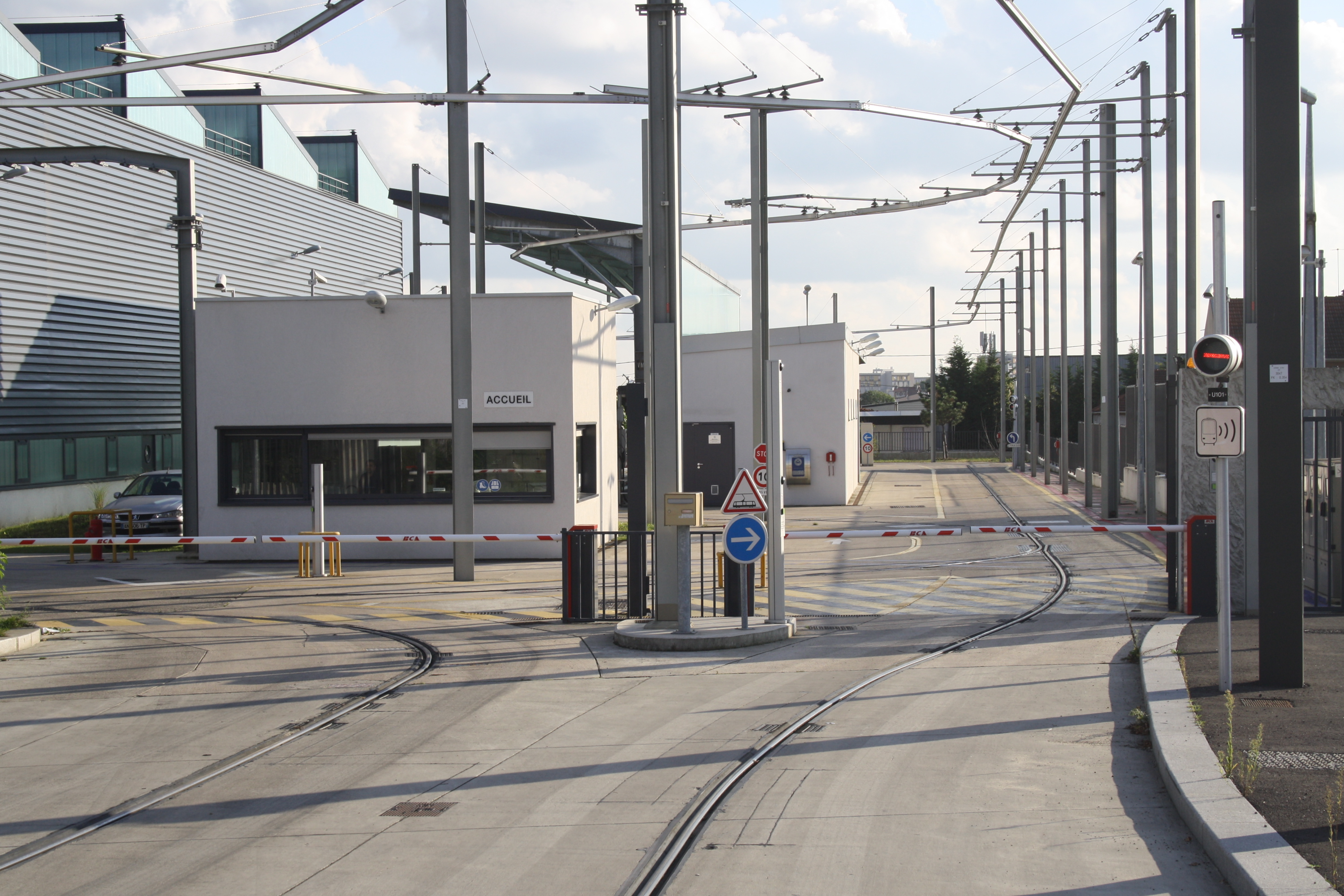
Betriebshof in Pierrefitte

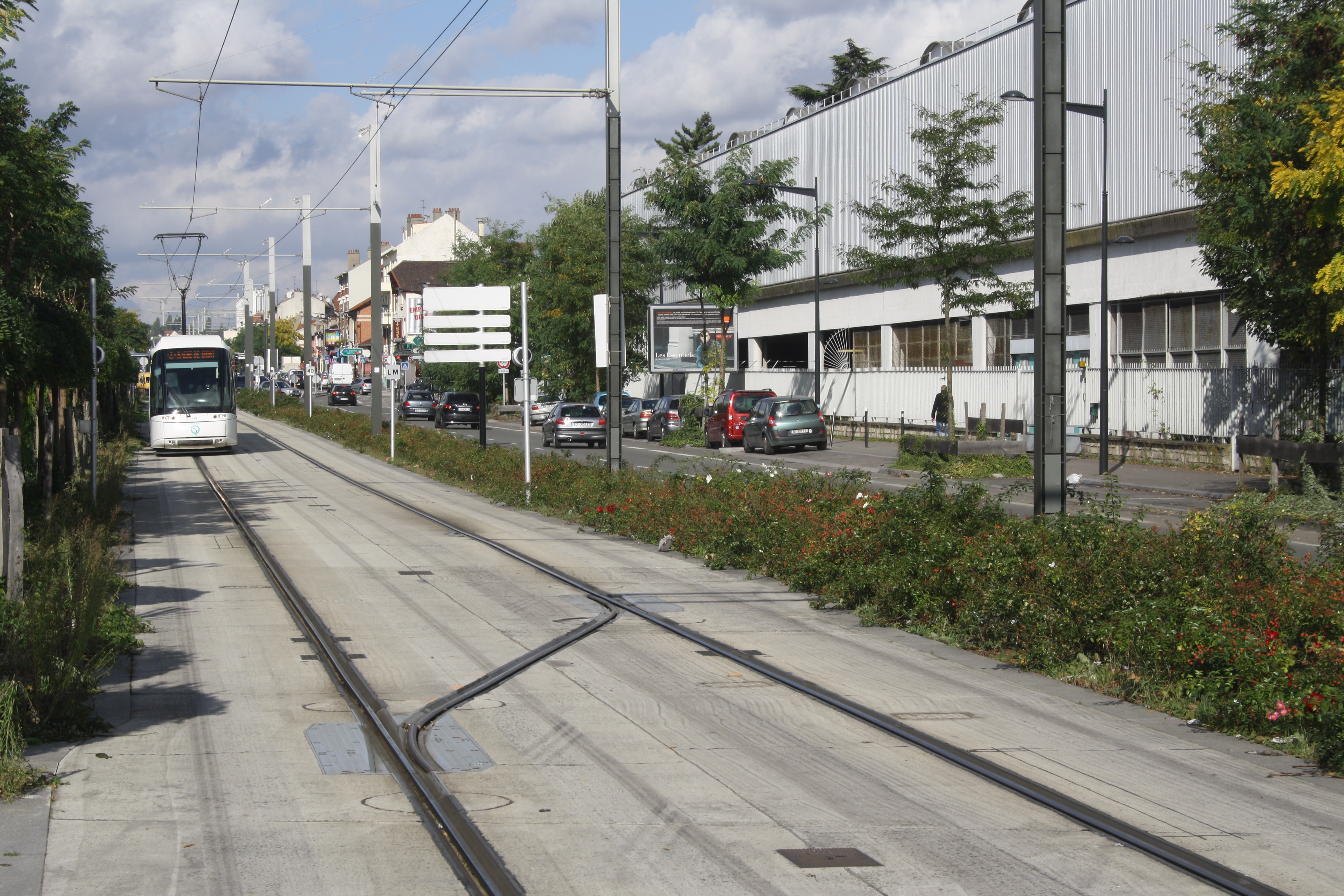
Gleiswechsel in der Avenue Roger Semat in Saint-Denis

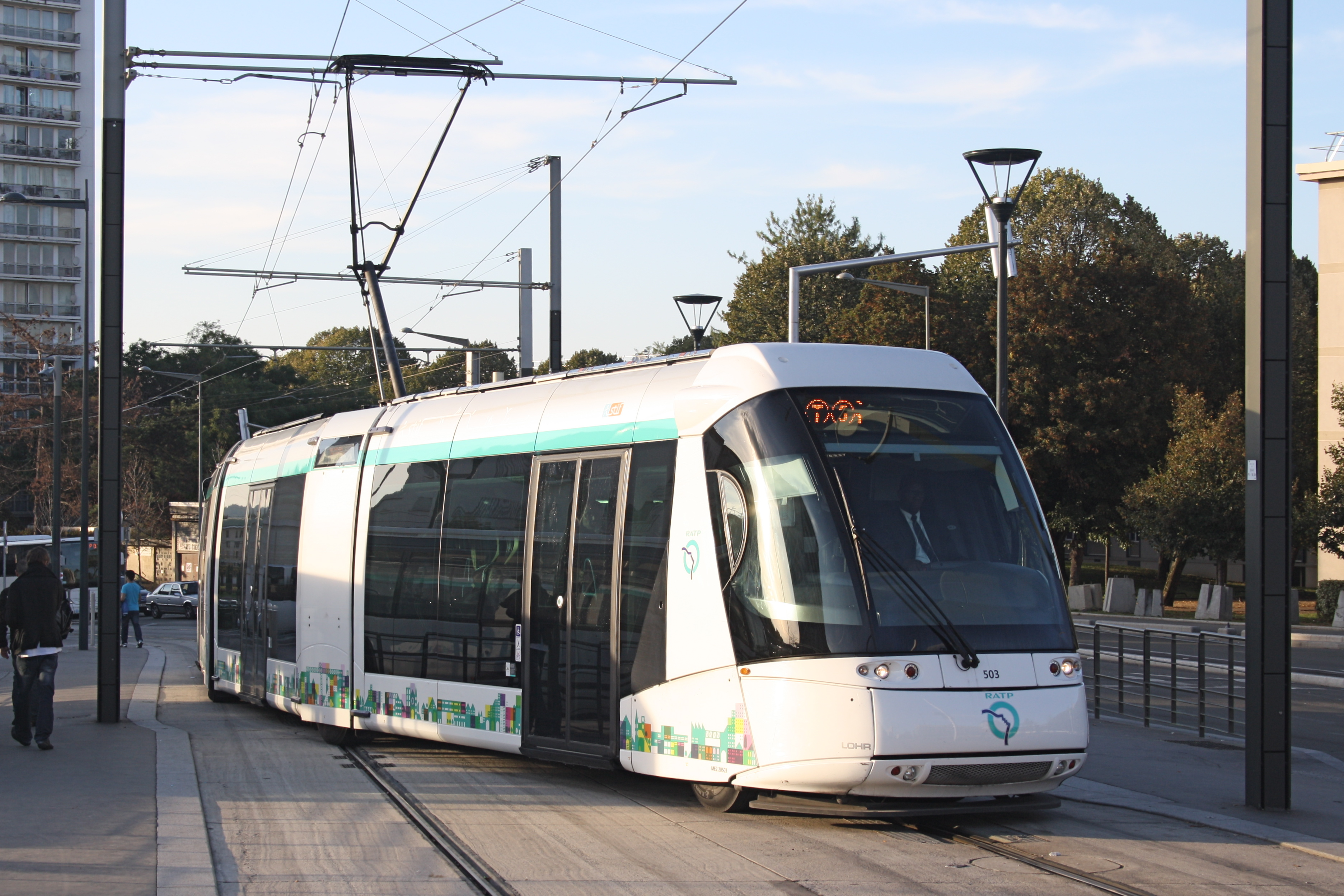
Einfahrt in die Endhaltestelle Garges – Sarcelles

Die Linie 5 der Straßenbahn Île-de-France (T5) ist eine Tramway sur pneumatiques (Straßenbahn auf Gummireifen) nach dem System Translohr, die in das Liniennummernsystem der Straßenbahn Île-de-France integriert ist. Die Strecke verläuft nördlich von Paris außerhalb des Stadtgebiets auf durchgehend eigener Trasse und verbindet Saint-Denis mit Sarcelles und Garges-lès-Gonesse. Die 6,6 Kilometer lange Strecke wurde am 29. Juli 2013 eröffnet. Es handelt sich um die erste Translohr-Strecke im Raum Paris, Betreiber ist die RATP.

## Geschichte
Bis zum 18. Mai 1936 gab es in diesem Bereich bereits eine klassische Straßenbahn, die von der STCRP, einer Vorgängergesellschaft der RATP, betrieben wurde. Ihre Einstellung erfolgte zugunsten des Individualverkehrs und der Ausweitung des Pariser Busnetzes. Infolge des hohen Verkehrsaufkommens von rund 50.000 Kraftfahrzeugen pro Tag auf der Strecke wurde der Bau der Linie T5 am 10. Oktober 2000 genehmigt. Zwischen dem 12. Januar 2004 und dem 13. Februar 2004 wurde die öffentliche Untersuchung des Projektes abgeschlossen. Am 22. November 2006 wurde die Finanzierungsvereinbarung für das Projekt durch den Syndicat des transports d’Île-de-France (STIF) genehmigt. Die Verlegung der ersten Spurführungsschiene erfolgte, von einem Festakt begleitet, am 30. Juni 2010.

## Streckenverlauf

### Überblick
Die Strecke verläuft durchgehend zweigleisig auf eigener Trasse, überwiegend in Mittel- und teilweise in Seitenlage. Es existieren sowohl Mittel- (Beispiel: Endhaltestelle Marché de Saint-Denis) als auch Seitenbahnsteige (Beispiel: Endhaltestelle Garges – Sarcelles). An der Station Marché de Saint-Denis enden die Züge stumpf am Bahnsteig unmittelbar an der gleichnamigen Haltestelle der Straßenbahnlinie T1, in Garges – Sarcelles sind die Gleise über die Station hinaus als Abstellgleise verlängert. Die Zufahrt zum Betriebshof zweigt aus beiden Richtungen unweit der Station Suzanne Valadon vom Streckengleis ab. Zahlreiche Gleiswechsel ermöglichen im Bedarfsfall das Wenden der Züge außerhalb der Endstellen. Alle Straßen werden niveaugleich gekreuzt.
Während in Saint-Denis zunächst mit der Rue Gabriel Péri eine lebhafte Geschäftsstraße mit älterer Bebauung durchfahren wird, präsentiert sich das andere Streckenende als modernes Quartier mit hohen Wohnblöcken. An beiden Streckenenden gibt es Umsteigemöglichkeiten zu weiteren öffentlichen Verkehrsmitteln.

### Liste der Stationen
| Linie T5                       | Linie T5                          | Linie T5       |
| Station                        | Gemeinde(n)                       | Anschluss      |
| ------------------------------ | --------------------------------- | -------------- |
| Marché de Saint-Denis          | Saint-Denis                       | (in der Nähe), |
| Baudelaire                     | Saint-Denis                       |                |
| Roger Sémat                    | Saint-Denis                       |                |
| Guynemer Stade Auguste Delaune | Saint-Denis                       | (in der Nähe)  |
| Petit Pierrefitte              | Pierrefitte                       |                |
| Joncherolles                   | Pierrefitte                       |                |
| Suzanne Valadon                | Pierrefitte                       |                |
| Mairie de Pierrefitte          | Pierrefitte                       |                |
| Alcide d'Orbigny               | Pierrefitte                       |                |
| Jacques Préver                 | Pierrefitte                       |                |
| Butte Pinson Parc Régional     | Pierrefitte, Montmagny, Sarcelles |                |
| Les Cholettes                  | Sarcelles                         |                |
| Les Flanades                   | Sarcelles                         |                |
| Paul Valéry                    | Sarcelles                         |                |
| Lochères                       | Sarcelles                         |                |
| Garges – Sarcelles             | Sarcelles, Garges-lès-Gonesse     | RER D          |

## Fahrzeuge
Zum Einsatz kommen 15 dreiteilige Garnituren des Typs Translohr STE 3. Die Züge sind 25 Meter lang, 2,20 Meter breit und 2,89 Meter hoch. Jede Einheit bietet 178 Personen Platz. Die durchschnittliche Reisegeschwindigkeit wird mit 18 km/h angegeben.,
Das STIF beschloss im Sommer 2016 vier weitere Züge des Typs STE 3 für die Linie T5 anzuschaffen. Die Lieferung soll im Herbst 2017 erfolgen. Die Kosten belaufen sich auf 13 Millionen Euro, weitere 7,6 Millionen werden benötigt, um den Betriebshof für die Unterbringung dieser Züge zu erweitern.

## Betriebszeiten
In den Hauptverkehrszeiten fahren die Bahnen im Fünf-Minuten-Abstand. Die Betriebszeiten sind täglich von 5:30 Uhr bis 0:30 Uhr, an Freitagen, Samstagen und den Abenden vor Feiertagen ist erst um 1:30 Uhr Betriebsende.

## Fahrgastzahlen
Erste Schätzungen, noch vor Inbetriebnahme der Strecke, gingen von 30.000 bis 36.000 Fahrgästen täglich aus. Aber bereits Ende 2013 wurden 44.000 Passagiere täglich gezählt. Ab Januar 2014 wird deshalb an Sonn- und Markttagen die Frequenz erhöht. An den betreffenden Vormittagen fahren die Fahrzeuge alle acht bis neun Minuten, statt normalerweise im Zwölf-Minuten-Abstand. Der Fahrgastverband Association des usagers des transports fordert darüber hinaus mehr Fahrten zu den Hauptverkehrszeiten, was zusätzliche Fahrzeuge erfordern würde.